# María Julia Mantilla García
Maria Julia Mantilla Garcia, född 10 juli 1984 i Trujillo i Peru, utsågs till Miss World 2004.